# Emerald Necklace

Originalplan des Parksystems aus dem Jahr 1894

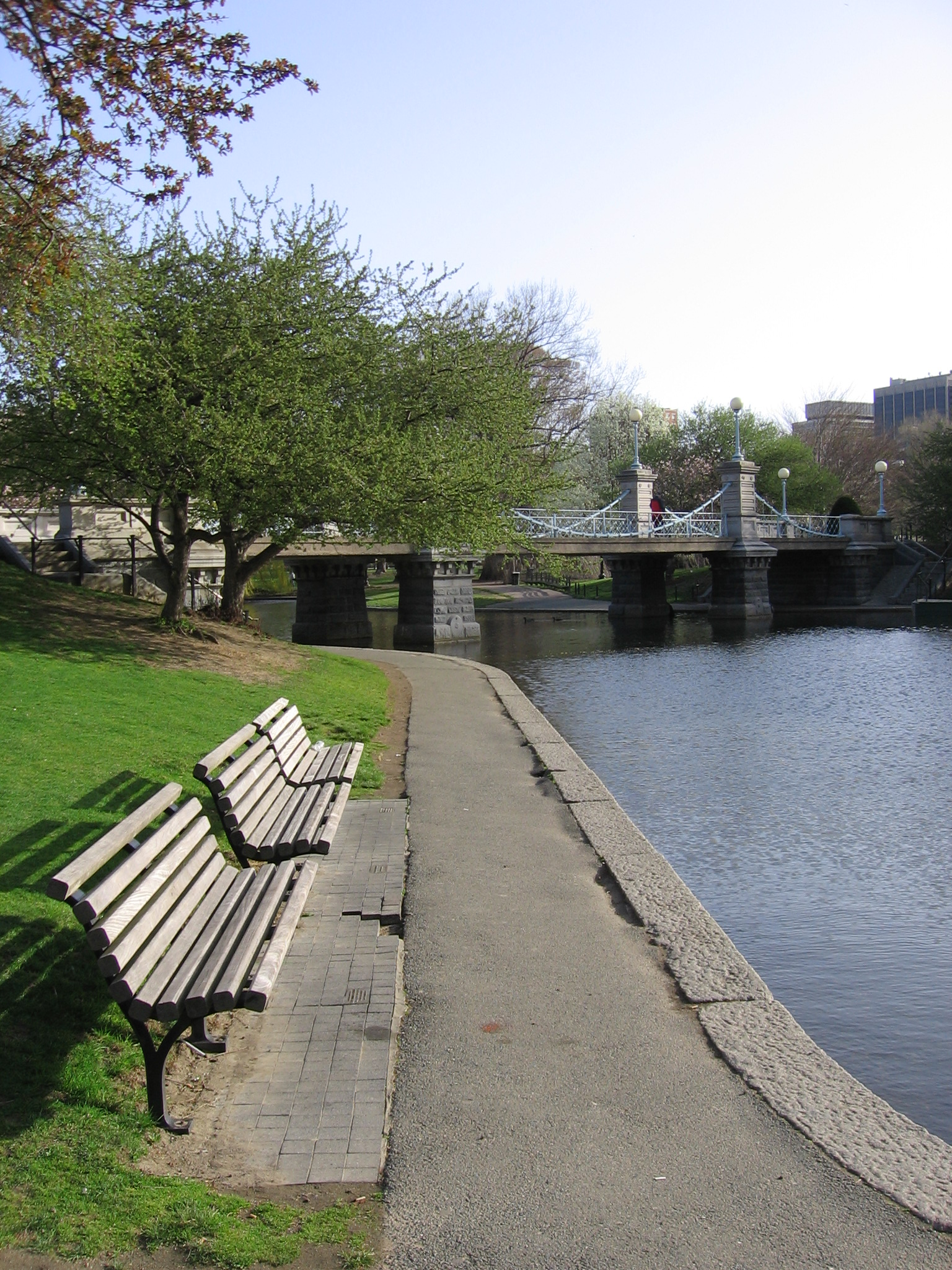
Der Boston Public Garden ist der zweite „Edelstein“ in der Kette

Als Emerald Necklace (Smaragdkollier) wird ein ca. 4,5 km² großer Zusammenschluss von Parks in Boston und Brookline im Bundesstaat Massachusetts der Vereinigten Staaten bezeichnet, die durch Alleen und Wasserwege miteinander verbunden sind. Der Name rührt dabei von der Form her, welche die verbundenen Parks auf der Landkarte annehmen, da sie vom „Nacken“ der Bostoner Halbinsel herunterzuhängen scheinen. Allerdings wurde das System bis heute nicht vollendet und weist daher an einigen Stellen Lücken auf.

## Bestandteile
Die Kette der Parks besteht aus den Stationen Boston Common, Boston Public Garden, Commonwealth Avenue, Back Bay Fens, Fenway, Riverway, Olmsted Park, Jamaica Pond, Jamaicaway, Arnold-Arboretum, Arborway, Franklin Park, Dorchesterway und Park Drive. Das System umfasst damit gut die Hälfte der gesamten Park- und Grünflächen der Stadt Boston sowie weitere Gebiete unter der Verwaltung der Stadt Brookline und des Commonwealth of Massachusetts. Im Einzugsgebiet der Parkkette leben über 300.000 Menschen, die das Emerald Necklace als Naherholungsgebiet nutzen. Vom Boston Common bis zum Franklin Park sind es sieben Meilen (ca. 11,2 km) Wegstrecke. Einige der Verbindungsstrecken der Kette sind – ebenso wie die Parks selbst – zudem ökologisch wichtig: Sie bilden urbane Ökosysteme mit Rast- und Nistplätzen für Zugvögel und tragen zu einer besseren Luftqualität der Stadt bei.
Der Verlauf des Emerald Necklace beginnt in der Nähe des Bostoner Einkaufsbezirks Downtown Crossing, folgt der Grenze zwischen Boston und Brookline und biegt schließlich in den Bostoner Stadtteil Jamaica Plain ein. Am südlichen Ende des Arnold-Arboretums befindet sich der am weitesten vom Anfang entfernte Punkt der Kette in Roslindale. Anschließend verläuft die Strecke wieder zurück nach Roxbury und Dorchester. Der ursprüngliche Plan sah einen U-förmigen Verlauf mit einem Ende am Boston Harbor vor. Das letzte Glied in der Kette, der Dorchesterway, wurde jedoch nie in die Tat umgesetzt.

## Geschichte
Die Idee, mehrere Parks miteinander zu vernetzen und so eine zusammenhängende und abwechslungsreiche Erholungslandschaft zu erschaffen, hatte der Landschaftsarchitekt Frederick Law Olmsted. Das Ziel war es, den Boston Common und den Boston Public Garden mit dem Franklin Park zu verbinden.
Die ersten Planungen begannen im Jahr 1878 mit den Bemühungen, das Sumpfgebiet zu kontrollieren und so aufzuarbeiten, dass dort die Back Bay und die Back Bay Fens entstehen konnten. Um 1880 schlug Olmsted vor, den Muddy River, der vom Jamaica Pond durch die Fens floss, in den Park zu integrieren. Der Verlauf des Flusses wurde entsprechend angepasst und in den Charles River geführt. Der so entstandene Korridor existiert als Verbindung der Parks untereinander bis heute, und Olmsteds Vision eines Systems von Wanderwegen entlang eines Flusses, der auf seinem Weg durch mehrere kleinere Teiche fließt, wurde gegen Ende des 19. Jahrhunderts vollendet.
Im letzten Jahrzehnt wurden etwa 60 Millionen US-Dollar für Instandhaltung und Ausbau der Parks und Wasserwege des Emerald Necklace von den Städten Boston und Brookline investiert. Darunter fallen verbesserte Wegführungen, Bepflanzungen, Brückenreparaturen und die Restaurierung von hölzernen Uferpromenaden und Gebäuden. Der Emerald Necklace wurde in den vergangenen 50 Jahren eher stiefmütterlich behandelt, so dass diese Investitionen an vielen Stellen nur der Beginn größerer Restaurierungsmaßnahmen sind.
Es gibt mehrere Organisationen, welche die Erhaltung der Parks unterstützen, darunter die Emerald Necklace Conservancy, die Friends of the Public Garden, die Franklin Park Coalition und die Arboretum Park Conservancy. Diese schützen, verwalten und restaurieren die Parks.